# Győröcske
Győröcske is een plaats (község) en gemeente in het Hongaarse comitaat Szabolcs-Szatmár-Bereg. Győröcske telt 124 inwoners (2001).